# Homoderus gladiator
Homoderus gladiator es una especie de coleóptero de la familia Lucanidae.

## Distribución geográfica
Habita en Camerún, República Democrática del Congo, Ruanda, Kenia y Uganda.